# خلبان خودکار

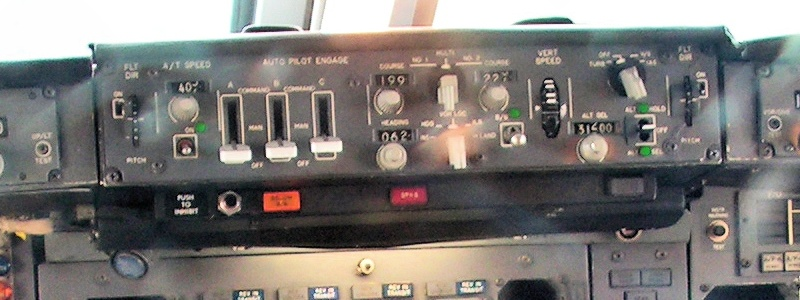
تابلوی فرمان خلبان خودکار یک هواپیمای بوئینگ ۷۴۷ قدیمی

خلبان خودکار یک سامانه است که برای هدایت یک هواپیما بدون کمک انسان استفاده می‌شود؛ که حتی برای فضاپیما و موشک نیز استفاده می‌شود.

## نخستین خلبان خودکار
در روزهای اولیه از حمل و نقل هوایی، هواپیماها به منظور یک حمل و نقل هوایی به یک خلبان جهت پرواز ایمن نیاز داشتند. محدوده زمانی پرواز گاهی اوقات افزایش میابد و این خود باعث خستگی جدی می‌گردد. خلبان اتوماتیک طراحی شده‌است برای انجام برخی از وظایف خلبان. اولین خلبان اتوماتیک هواپیما توسط شرکت اسپری در سال ۱۹۱۲ توسعه داده شد. خلبان اتوماتیک به یک شاخص عنوان ژیروسکوپی و شاخص اپراتور هیدرولیکی و سکان متصل بود. ایلرونز به بال دوسطحی برای تولید پایداری ثبات رول متصل ولازم نبود. این مجازه که هواپیما بر روی یک سطح پرواز کند و از حجم کار خلبان کاسته بشود. همه هواپیمای مسافربری پروازی امروزی یک سیستم خلبان اتوماتیک دارا می‌باشند.

## سیستم‌های افزایندهٔ پایداری
سیستم‌های افزایندهٔ پایداری (Stability Augmentation System: SAS) نوعی از سیستم‌های کنترل اتوماتیک پرواز هستند. هرچند به جای قرار دادن هواپیما در یک شرایط یا مسیر از پیش تعیین شده، باعث اصلاح میرایی نوسانات به مقدار مطلوب، بدون در نظر گرفتن شرایط و مسیر پروازی می‌شود. سیستم افزایندهٔ پایداری می‌تواند باعث پایداری هواپیما در یک یا چند محور بشود. برای مثال، یک نوع معمول آن میراگر یاو(Yaw Damper) نام دارد که برای پایداری و برطرف کردن مود غلت هلندی(Dutch Roll) در هواپیماهای دارای Sweep back می‌شود؛ و نیز برخی از این سیستم‌ها همراه با سیستم اتوپایلوت هستند. میراگرهای یاو شامل حسگر نرخ یاو، کامپیوتر یا آمپلیفایر و سروو-اکچویتور(Servo-Actuator) می‌باشد. این سیستم با استفاده از سنسور خود، زمان شروع نوسان غلت هلندی را می‌سنجد. رایانه میزان جابه جایی‌های سکان عمودی را محاسبه کرده و سپس به عملگرها فرمان مربوطه را می‌دهد تا سطوح کنترلی را حرکت دهند. از آنجا که تمام هواپیماهای دارای بال سوییپ(Sweep back)، مود داچ-رول ناپایداری دارند، از این سیستم، در آن‌ها استفاده می‌شود.